# Lenguas campa
Las lenguas campa son una rama de las lenguas arawak de las laderas orientales de los Andes y la Amazonia peruana y brasileña.

## Clasificación
Las lenguas campa pertenecen al grupo arawak meridional.

### Lenguas de la familia
El Glottolog clasifica las lenguas campa de la siguiente manera basándose en Michael (2011) y Pedrós (2018):
- Nomatsigenga 2.500-4.000 (1997);[5] 6.500 (2003)[6]
- Asheninca-Matsigenka
  - Matsigenka-Nanti
    - Matsigenka 6.000-8.000 (1997);[5] 10.100 (2000);[7] 5.700-13.000 (2007)[8]
    - Nanti

  - Asheninca-Caquinte
    - Caquinte 300 (2000)[9]
    - Ashe-Asha
      - Asháninka 15.000-18.000 (1997);[5] 26.100 (2000);[10] 26.000 (2007)[8]
      - Ashe-Asha Norte
        - Ashéninka de Pichis 12.000 (2001)[11]
        - Ashéninka del Ucayali-Yurúa 7.870 (2001-2004)[12]
        - Ashéninka del Perené 5.500 (2001)[13]
        - Axininca 4.000 (2000)[14]

      - Ashéninka 12.000-15.000 hablantes (1997)[5]
        - Ashéninka del Ucayali Sur 13.000 (2002)[15]
        - Ashéninka Pajonal 2.000-4.000 (1997);[5] 12.000 (2002)[16]

La edición 16 de ethnologue considera el ashéninca como varias lenguas (entre paréntesis) y añade el nanti (480 hablantes en 2002) como lengua adicional.

## Comparación léxica
Los numerales en diferentes lenguas campa son:
| GLOSA | Asheninca-Caquinte | Asheninca-Caquinte | Asheninca-Caquinte  | Asheninca-Caquinte | Machiguenga | Nomatsiguenga | PROTO- CAMPA[19] |
| GLOSA | Asháninka          | Ashéninka perené   | Ashéninka de Pichis | Caquinte           | Machiguenga | Nomatsiguenga | PROTO- CAMPA[19] |
| ----- | ------------------ | ------------------ | ------------------- | ------------------ | ----------- | ------------- | ---------------- |
| '1'   | aparo              | aparoni            | aparoni             | aparo              | pátiro      | pátiró        | *apa(-ti)(-ro)   |
| '2'   | apite              | apite              | apito               | maβite             | pítɛti      | pítetí        | *api(-te)        |
| '3'   | maba               | mava               | mava                | maβitetapohátsika  | mábati      | mábatí        | *maba(-ti)       |
| '4'   | itsa-pite          | apitekavakaye      | apaka nashi nako    | gihatapohiɾoka     |             | otsibasáti    |                  |
| '5'   | paro ako           | apapakoroni        | tsonkapaka          | teronkapoha        |             | pabocoróti    |                  |
| '6'   |                    |                    | apaka               |                    |             |               |                  |
| '7'   |                    |                    | tsapatapaka         |                    |             |               |                  |
| '8'   |                    |                    | apaka pashini       |                    |             |               |                  |
| '9'   |                    |                    | otsonkatya          |                    |             |               |                  |
| '10'  |                    |                    | tsonkapaka          |                    |             |               |                  |

### Enlaces exteriores
- Wiktionary:Proto-Bolivia reconstructions

- Datos: Q5027727